# 진해고등학교
진해고등학교(鎭海高等學校)는 대한민국 경상남도 창원시 진해구 여좌동에 있는 공립 고등학교이다.

## 학교 연혁
- 1944년 2월 20일 : 4년제 공립중학교 인가(제 1대 교장,겐지 쇼우)
- 1944년 4월 20일 : 개교(4년제 진해공립중학교 2학급)
- 1946년 9월 1일 : 6년제 중학교로 개편
- 1948년 10월 5일 : 교가 제정(김달진 작사, 권태호 작곡)
- 1950년 5월 2일 : 제1회 졸업(6년제 진해중학교)
- 1951년 8월 31일 : 중ㆍ고 분리(3년제 진해고등학교 9학급으로 개편)
- 1985년 2월 28일 : 다목적교실(장복관 - 체육관 겸 강당) 준공
- 1992년 4월 25일 : 본관 교사 준공
- 1993년 12월 17일 : 장도관 개관
- 2003년 2월 5일 : 생활관(송학관) 준공
- 2009년 12월 22일 : 경상남도교육청 자율학교 지정
- 2011년 3월 11일 : 기숙형고등학교 출범 및 기숙사(동백관) 개관
- 2020년 3월 1일 :  경상남도교육청 자율학교 재지정
- 2021년 3월 2일 : 고교학점제 선도학교 운영 ‘홈베이스’ 개관
- 2022년 9월 1일 : 제37대 김형중 교장 취임
- 2023년 2월 9일 : 제74회 졸업(272명, 누계 25,792명)
- 2023년 3월 4일 : 2023학년도 입학(입학생 330명)

## 참고 자료
- 진해고등학교 - 한국교육학술정보원 학교알리미